# سمندر ماری تک‌انگشته
سمندر ماری تک‌انگشته (نام علمی: Amphiuma pholeter) نام یک گونه از سرده سمندرهای ماری است.